# Charles Mast
Charles Emmanuel Mast (Parigi, 7 gennaio 1889 – Clamart, 30 settembre 1977) è stato un generale francese, che fu Residente generale di Francia in Tunisia, in sostituzione dell'ammiraglio Jean-Pierre Esteva, dal 10 maggio 1947 al 22 febbraio 1947. Appena assunto l'incarico intraprese subito una efficace operazione per riportare il protettorato sotto il diretto controllo della Francia, destituendo ed allontanando dalla Tunisia Moncef Bey in quanto considerato fiancheggiatore del regime di Vichy, ma in realtà perché rifiutava di dissociarsi dai movimenti nazionalisti come il Neo-Dustur di Habib Bourguiba.

## Biografia

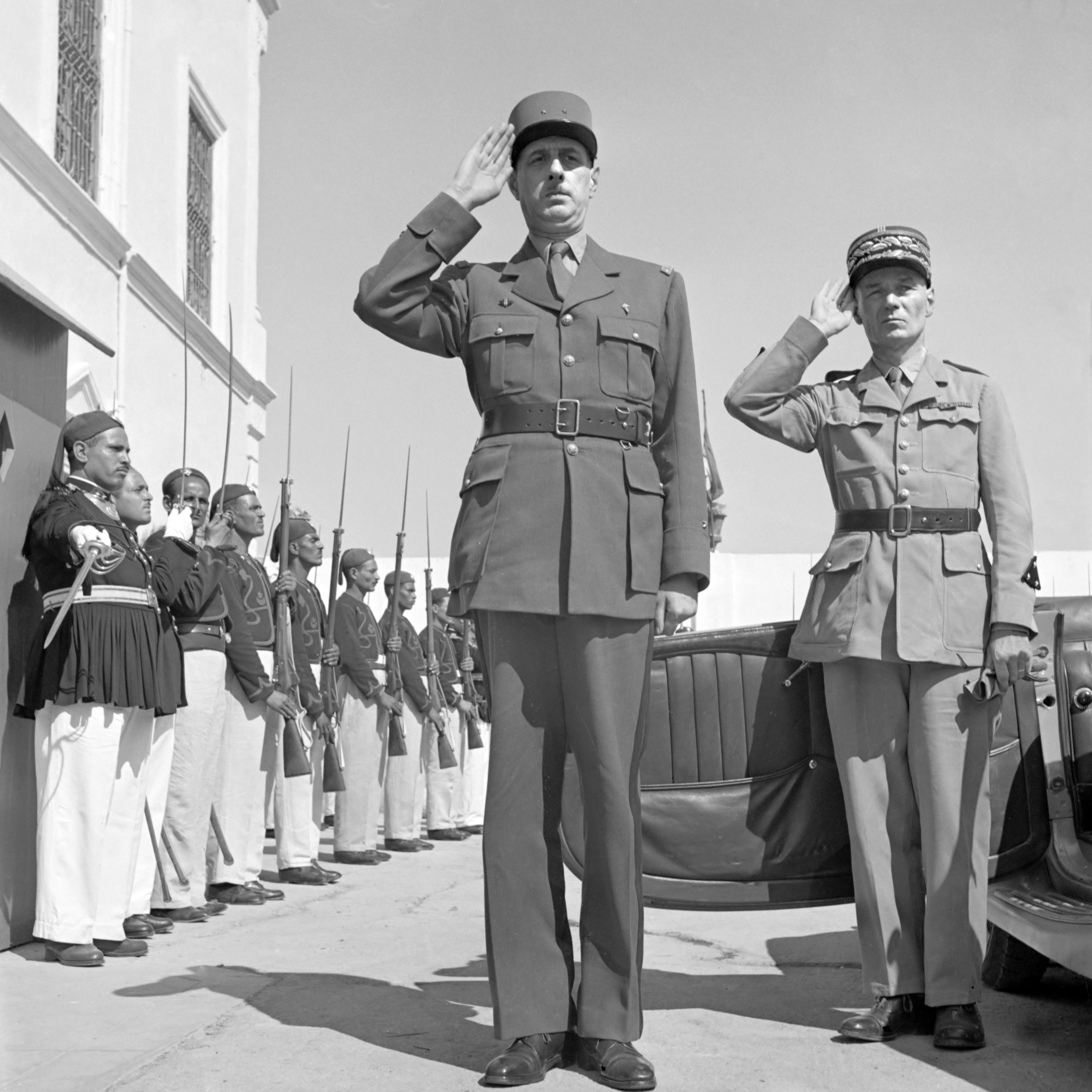
I generali De Gaulle e Mast rendono gli onori militari alla banda che suona l'inno nazionale francese, la Marsigliese, presso il palazzo d'estate del Bey a Cartagine, nel giugno 1943.

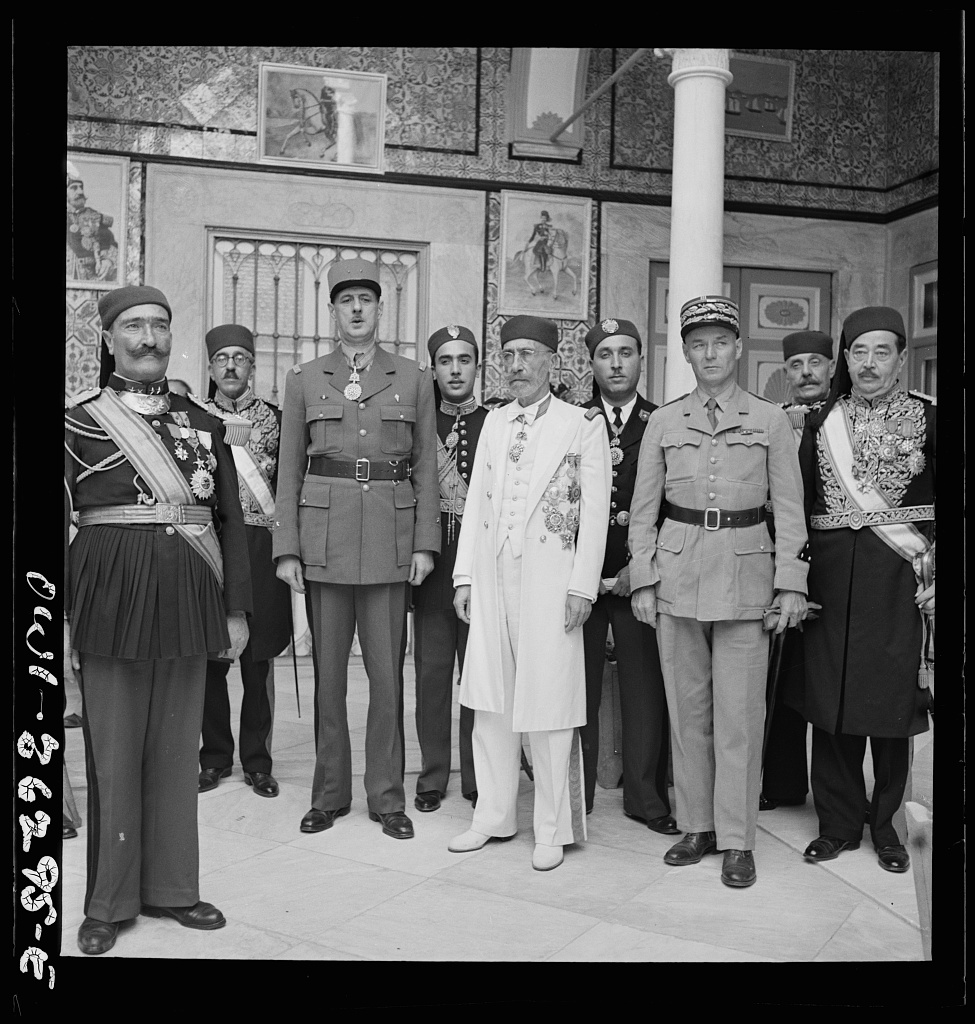
Il generale De Gaulle, il Bey di Tunisi e il generale Mast fotografati all'interno del palazzo d'estate del Bey a Cartagine, nel giugno 1943.

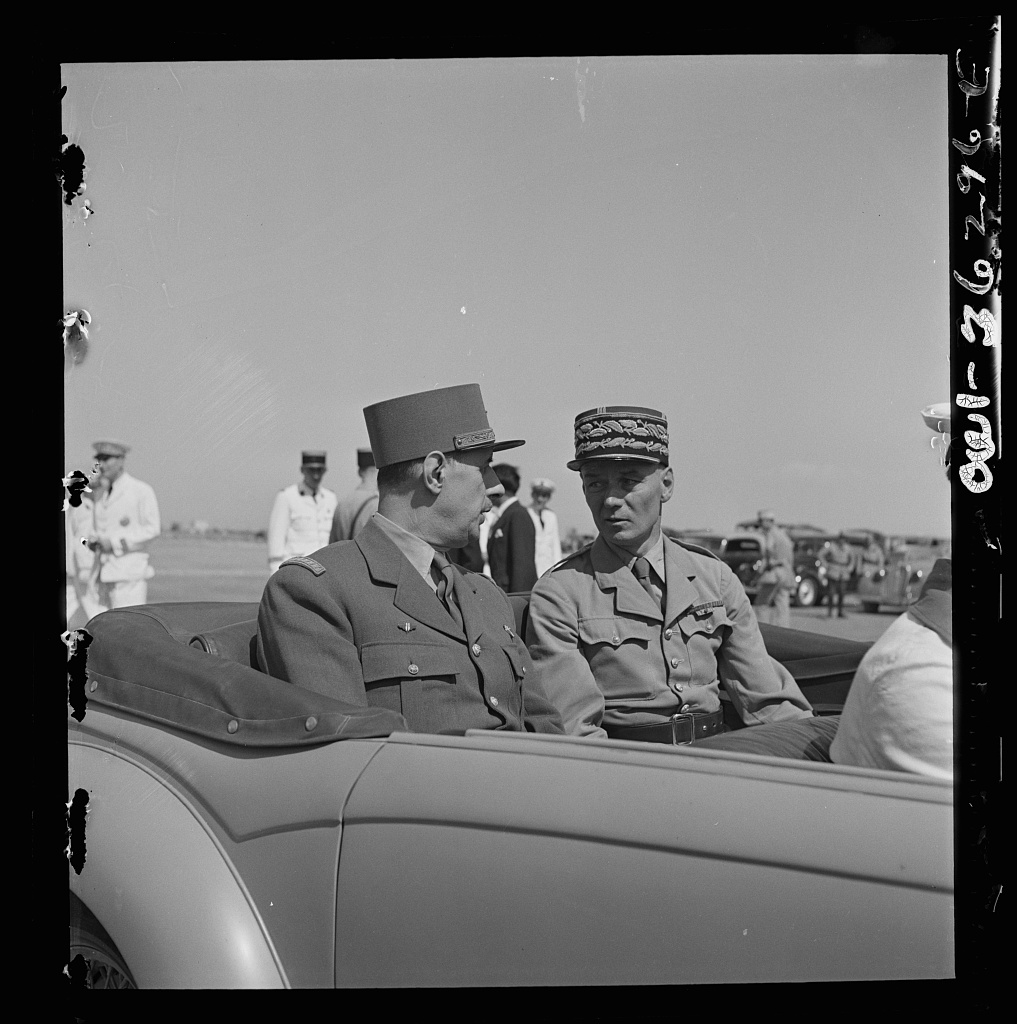
I generali De Gaulle e Mast fotografati in automobile nel giugno 1943.

Nacque a Parigi il 7 gennaio 1889, figlio di Michel Edmond Mast, ufficiale dell'esercito, e di Jeanne Gouat. Arruolatosi nell'Armée de terre nel 1907, assegnato alla fanteria, due anni dopo iniziò a frequentare la École spéciale militaire de Saint-Cyr. Divenuto ufficiale prestò servizio nella Legione straniera, e nel 1913 si sposò con la signorina Suzanne de Bigault de Casanove, da cui ebbe un figlio, Georges Mast (1914-1978). Prese parte alla prima guerra mondiale, al termine della quale risultava in servizio presso lo stato maggiore del generale Henri Gouraud.
Si interessò poi all'Estremo Oriente divenendo uno specialista sull'esercito imperiale giapponese, di cui seguì il crescente potenziamento. Fu in Giappone dal 1927, alternando comandi in Francia a soggiorni nell'Impero giapponese dove, nel 1933, fu nominato addetto militare presso l'ambasciata di Francia a Tokyo. Nel 1935, dopo aver divorziato dalla prima moglie, il 14 maggio sposò a Yokohama la signora Marie-Madeleine Leroy, amica intima del pilota Antoine de Saint-Exupéry. Promosso colonnello il 25 marzo 1937, ritornò in Francia e il 6 dicembre assunse il comando del 137º Reggimento di fanteria.
Dopo lo scoppio della seconda guerra mondiale, il 1 gennaio 1940 fu nominato comandante della fanteria della 191ª Divisione, ricoprendo tale incarico sino al 9 maggio. Il 25 maggio assunse il comando della 3ª Divisione di fanteria nord-africana (3e DINA) e il 1 giugno, in piena battaglia di Francia fu promosso generale di brigata a titolo temporaneo, grado che fu successivamente confermato il 22 ottobre 1941. Divenuto prigioniero di guerra dei tedeschi il 23 dello stesso mese, fu imprigionato nella fortezza di Königstein, da dove, mentre si preparava alla fuga, venne rilasciato il 27 settembre 1941.
Imprigionato in quanto sospettato di essere un oppositore del regime di Vichy, fu liberato grazie all'intervento personale di un suo amico, il colonnello Numata, addetto militare dell'Impero giapponese a Vichy. Dopo essere uscito di prigione, il 25 aprile 1942 assunse l'incarico di capo di stato maggiore del XIX Corpo d'armata in Nordafrica. Il 9 settembre fu nominato comandante della Divisione militare di Algeri, incarico che ricoprì sino al 18 febbraio 1943.
Di sentimenti gollisti, in preparazione dell'operazione Torch il 23 ottobre si incontrò clandestinamente nella villa Teyssier, sita sulla costa a Cherchell, non lontano da Algeri, con il braccio destro del generale Dwight D. Eisenhower, il generale Mark Clark giunto appositamente su un sottomarino. Al segretissimo incontro parteciparono anche colonnello Jousse, e Bernard Karsenty, assistente di José Aboulker. Il generale Wayne lo considerò subito portavoce in Algeria per il generale Henri Giraud e capo delle armate francesi in Nord Africa. Giraud fu contattato segretamente da un inviato americano e da Jacques Lemaigre Dubreuil, e si disse d'accordo.
Funse da intermediario tra Giraud e De Gaulle, in particolare per le questioni militari, ponendosi come un avversario di François Darlan e Alphonse Juin. Alla data dello sbarco alleato, l'8 novembre 1942, il generale Giraud si trovava a Gibilterra, e lui a capo di 317 volontari tentò di impadronirsi del potere ad Algeri, ma Darlan e Juin ripresero ben presto le loro posizioni di comando ed egli dovette darsi temporaneamente alla macchia. A causa della sua aperta ribellione il governo di Vichy lo privò della nazionalità francese.
Il 18 febbraio 1943 fu nominato capo delle missioni militari in Siria ed Egitto, ricoprendo tale incarico fino all'11 giugno 1943. Dopo la fine della campagna di Tunisia, e il conseguente ritorno della Tunisia sotto il dominio francese, il 10 maggio 1943, pochi giorni dopo la liberazione di Tunisi, fu nominato Residente generale in sostituzione di Jean-Pierre Esteva. Promosso generale di divisione il 29 novembre 1943, intraprese subito una efficace operazione per riportare il protettorato sotto il diretto controllo della Francia, destituendo ed allontanando dalla Tunisia Moncef Bey in quanto considerato fiancheggiatore del regime di Vichy, ma in realtà perché rifiutava di dissociarsi dai movimenti nazionalisti come il Neo-Dustur di Habib Bourguiba. Ricoprì l'incarico di Residente generale sino al 22 febbraio 1947, quando fu sostituito da Jean Mons, un funzionario civile. Il 20 dello stesso mese era stato promosso generale di corpo d'armata con il rango di comandante d'armata e l'appellativo di generale d'armata. Rientrato in Francia entrò nel Conseil supérieur de la guerre (15 dicembre 1848-31 dicembre 1949), assumendo anche l'incarico di direttore dell'Institut des hautes études de Défense nationale (IHEDN) (30 marzo 1949-7 gennaio 1950).
Nel corso del 1949 fu nominato Grande ufficiale della Legion d'onore. 
Inizialmente fu un fiero oppositore della decolonizzazione francese, fu coinvolto nell'Affare dei generali. Il suo amico generale Georges Revers ambiva ad essere nominato Alto Commissario per l'Indocina francese al posto di Léon Pignon, e lui e Reversorganizzarono, tramite il faccendiere Roger Peyré, soprannominato "Mr. Paul", la distribuzione di un rapporto confidenziale riguardante la situazione politica e militare in Indocina. Questo rapporto, scritto dal generale Revers, capo di stato maggiore delle forze di terra dopo una missione a Saigon, era destinato a un piccolo numero di personalità membri del governo francese. Tuttavia esso entrò in possesso anche all'entourage dell'imperatore Bảo Đại e agli agenti del Viet Minh. Il 23 settembre 1949 il ministro della Difesa Paul Ramadier costrinse il generale Revers a rassegnare le dimissioni da capo di stato maggiore, mentre lui fu posto definitivamente in pensione il 7 gennaio 1950. Non rimase inattivo, bensì si diede agli affari, scrisse libri come Histoire d'une rébellion, 8 novembre 1942 e rilasciò interviste a giornalisti. Fino alla sua morte, avvenuta a Clamart il 30 settembre 1977, fu sempre molto pessimista sulle capacità di difesa della NATO in caso di attacco all'Europa occidentale da parte degli eserciti dei paesi del blocco orientale.

### Onorificenze francesi

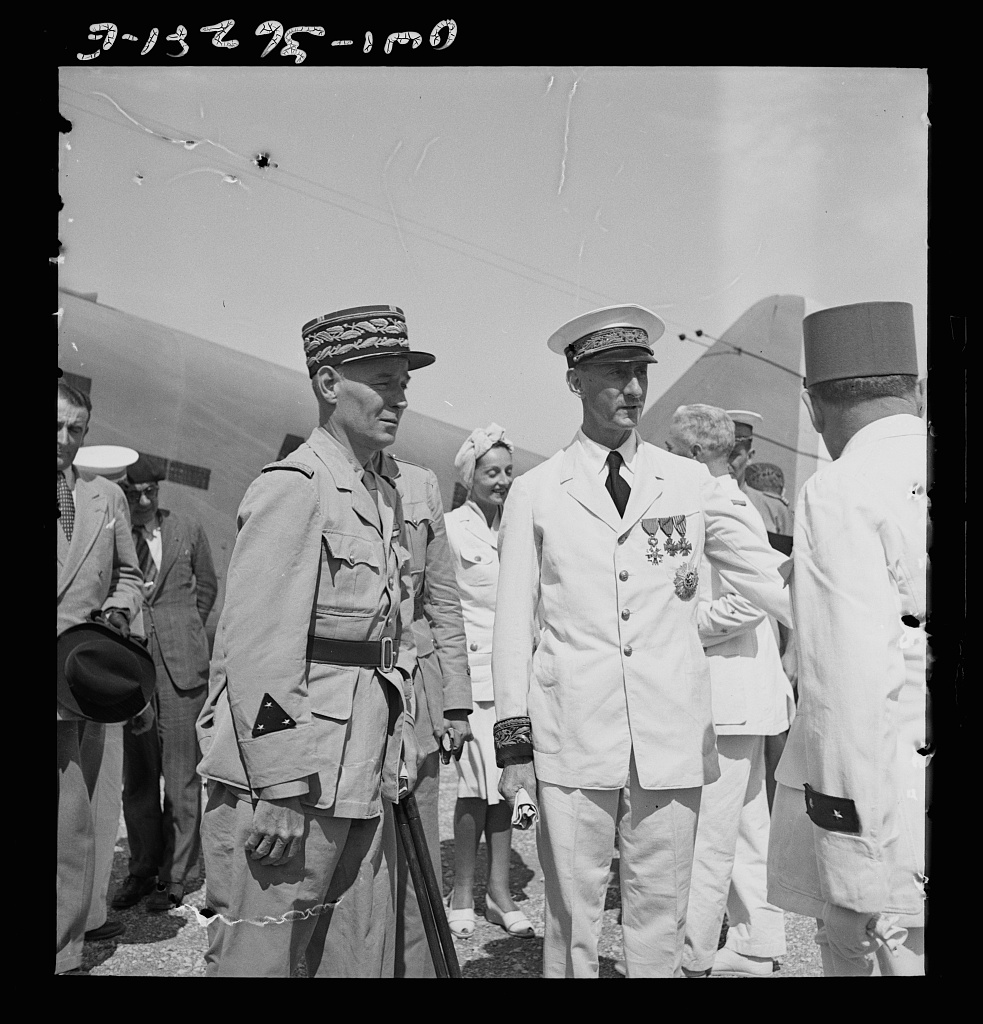
Il generale Mast al suo arrivo all'aeroporto di Tunisi nel giugno 1943.

## Pubblicazioni
- Histoire d'une rébellion, 8 novembre 1942, Plon, Paris, 1969.

### Annotazioni
1. ↑  Proveniente da una famiglia originaria da Brumath, in Alsazia. Tra i suoi antenati pastori protestanti del Palatinato o del Baden-Württemberg, che avevano cercato rifugio in Francia nel XVII secolo, tra cui Andreas Cellarius.